# Cryptocephalus bipunctatus
Cryptocephalus bipunctatus – gatunek chrząszcza z rodziny stonkowatych i podrodziny Cryptocephalinae.

## Taksonomia
Gatunek po raz pierwszy został naukowo opisany w 1758 roku przez Karola Linneusza pod nazwą Chrysomela 2-punctata.

## Morfologia

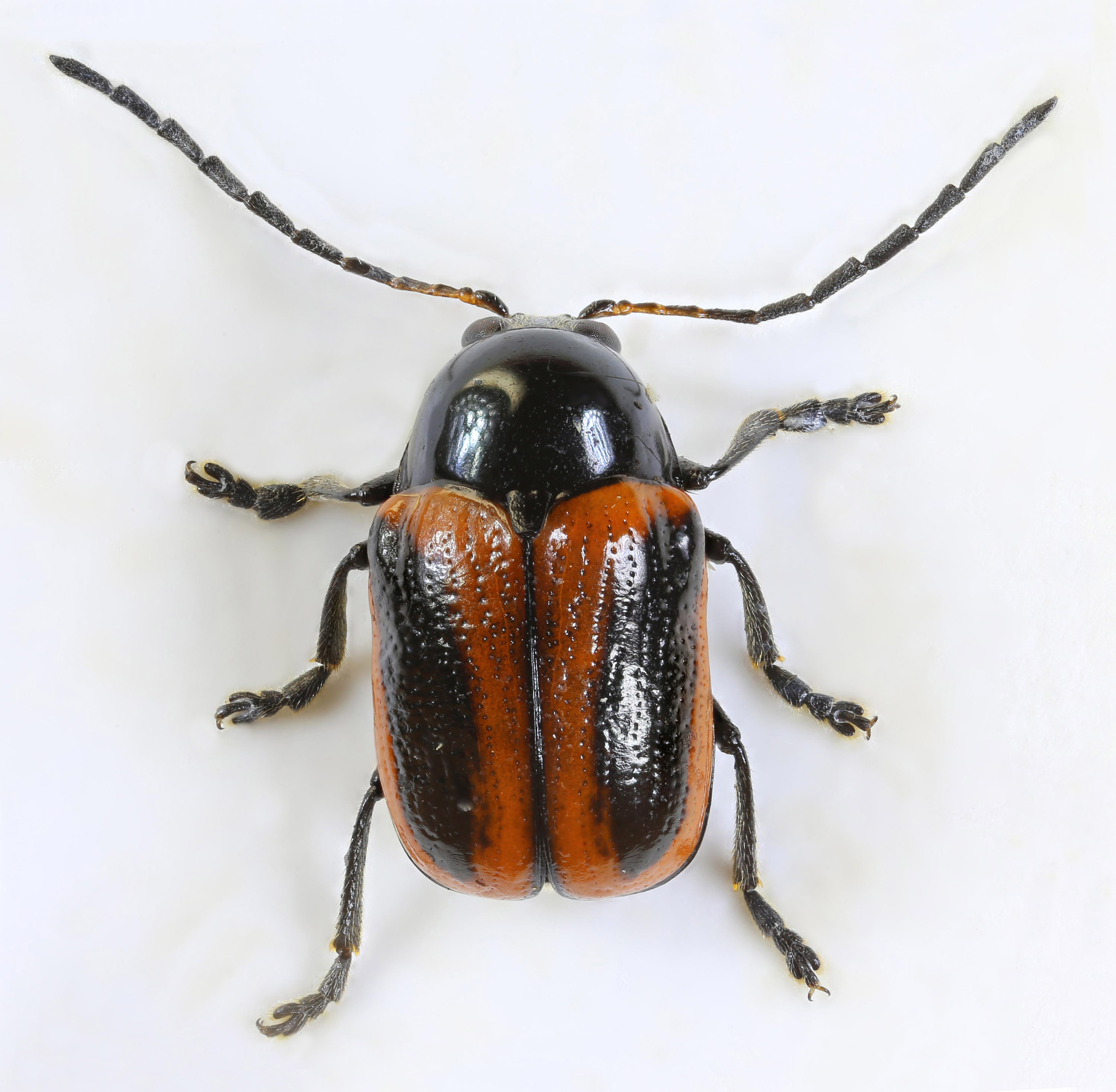
Forma o plamach zlanych w smugi

Chrząszcz o krępym, walcowatym ciele długości od 4 do 6 mm. Ubarwienie głowy, przedplecza, tarczki, spodu ciała i odnóży ma całkowicie czarne. Czułki mają cztery nasadowe człony pomarańczowe do czerwonych, zwykle z czarniawym przodem, człon piąty brunatny, a człony pozostałe czarne. Pokrywy mają tło żółtopomarańczowe do czerwonego. Typowo mają one po dwie plamki – małą na przedzie i dużą w tyle. Zmienność desenia jest jednak bardzo duża. Plamek może nie być wcale, może występować tylko przednia lub tylko tylna, tylna może być rozciągnięta, a nawet zlewać się z przednią w jedną smugę. Wreszcie barwa czarna może na pokrywach dominować. U form najbardziej melanistycznych pokrywy są czarne z parą plam na wierzchołku, które mają przednie brzegi wygięte ku tyłowi, a nie ku przodowi jak u C. biguttatus. Przedplecze jest silnie błyszczące, dopiero przy 40-krotnym powiększeniu dostrzec można na nim bardzo drobne i skąpo rozmieszczone punkty. Wyraźne, acz stosunkowo drobne punkty na pokrywach układają się w regularne rzędy. Punkty na jasnym tle często są czarno podbawione.

## Ekologia i występowanie
Owad ten zasiedla stanowiska ciepłe i otwarte, w tym pobrzeża lasów, nasłonecznione polany, zarośla i murawy kserotermiczne, wąwozy i poręby. Larwy żerują na roślinach z rodziny bobowatych, najchętniej na koniczynach. Owady dorosłe spotyka się od kwietnia do lipca na drzewach i krzewach liściastych oraz roślinach z rodziny bobowatych.
Gatunek palearktyczny o rozmieszczeniu eurosyberyjskim, znany z Portugalii, Hiszpanii, Andory, Irlandii, Wielkiej Brytanii, Francji, Belgii, Luksemburga. Holandii, Niemiec, Szwajcarii, Liechtensteinu, Austrii, Włoch, Danii, Szwecji, Finlandii, Estonii, Łotwy, Litwy, Polski, Czech, Słowacji, Węgier, Białorusi, Ukrainy, Rumunii, Mołdawii, Bułgarii, Słowenii, Chorwacji, Bośni i Hercegowiny, Serbii, Czarnogóry, Albanii, Macedonii Północnej, Grecji, Turcji, europejskiej i syberyjskiej części Rosji oraz Azji Zachodniej i Afryki Północnej. Na północy Europy sięga daleko poza koło podbiegunowe.